# Дардагхан
Дардагхан (араб. دردغان‎) — село в центральной части Сирии, административно входящее в состав провинции Хомс района Эр-Рихама.

## Местоположение
Дардагхан располагается к юго-востоку от Хомса. Близлежащие населённые пункты: Джандар на западе, Хайсах на юго-западе и Эр-Рихама на северо-востоке.
По данным Центрального статистического Бюро Сирии (ЦСБ) Дардагхан имел население в 1497 человек согласно переписи 2004 года.